# Zygiella minima
Zygiella minima is een spinnensoort uit de familie van de Phonognathidae.
De wetenschappelijke naam van de soort werd in 1968 gepubliceerd door Joachim Schmidt.